# Tírthankara

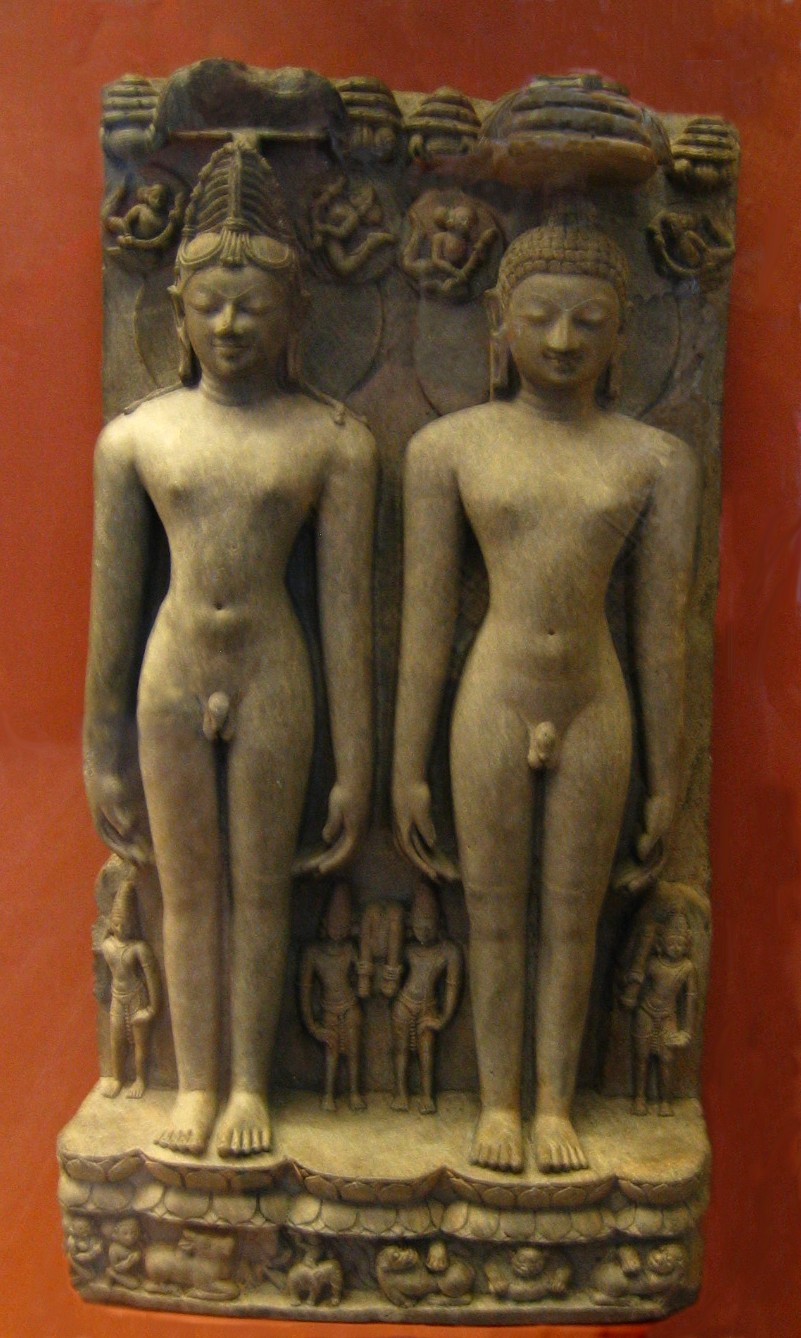
Tírthankarové, Mahávíra (vpravo), sbírka Britského muzea

Tírthankara (někdy přepisováno též jako tírthankar; v sanskrtu तीर्थंकर – tírthankara, v jazyku páli titthankara), čili „budovatel brodu“ nebo „ten, kdo se přebrodil na druhý břeh“, je džinistický učitel, kazatel a světec, ten, kdo svou askesí dospěl k vědění a vyprostil se tak z koloběhu životů.
Džinismus uctívá celkem 24 tírthankarů, z nichž prokazatelně historickými osobami jsou jen poslední dva, Páršvanátha (8. stol. př. n. l.) a Mahávíra (6. stol. př. n. l.), který je považován za konečného zakladatele učení. Kromě těchto dvou bývá nejčastěji uctívaným mytický první tírthankara, Adinátha.
Sochy tírthankarů tvoří hlavní a mnohdy jedinou výzdobu běžných džinistických chrámů. Bývají znázorňováni v asketickém hávu, anebo ještě častěji zcela nazí, buď vstoje (s rukama visícíma dolů podél těla, jehož se nedotýkají), či v lotosové posici, v strnulé meditaci, s rukama v klíně. Jednotliví tírthankarové se od sebe dají rozeznat pouze díky atributům, které jejich podoby doplňují. Např. Adinátha je doprovozen symbolem býka, Páršvanátha hadem, Mahávíra pak lvem.